# Аскеров, Мансум Гюльмамед оглы
Мансум Гюльмамед оглы Аскеров (азерб. Mənsum Gülməmməd oğlu Əsgərov; 1908, Казьян, Кавказское наместничество — 1994, Хырдалан) — советский азербайджанский животновод, Герой Социалистического Труда (1949).

## Биография
Родился в 1908 году в селе Казьян Зангезурского уезда Елизаветпольской губернии (ныне Губадлинский район Азербайджана).
В 1930 году окончил Шушинский педагогический техникум. В 1930—1939 годах учитель в ряде школ Кубатлинского района.
Участник Советско-финской войны 1939—1940 годов и Великой Отечественной войны. В 1944 году ранен на фронте, демобилизован в 1946 году.
С 1946 года звеньевой, заведующий овцеводческой фермой, с 1951 года председатель колхоза имени Тельмана (бывший имени Багирова). С 1953 года сторож леса, с 1958 года инспектор Союза охотников Азербайджана. С 1960 по 1971 год заведующий овцеводческой фермой колхоза имени Тельмана. В 1971—1978 годах инспектор Кубатлинского районного отдела республиканского Управления пчеловодства. С 1978 по 1991 год заместитель председателя колхоза имени Тельмана Кубатлинского района. В 1948 году вырастил от 438 грубошерстных овцематок по 128 ягнят на каждые 100 маток, при среднем живом весе ягнят к отбивке 41,2 килограмма.
Указом Президиума Верховного Совета СССР от 24 июня 1949 года за получение высокой продуктивности животноводства в 1948 году Аскерову Мансуму Гюльмамед оглы присвоено звание Героя Социалистического Труда с вручением ордена Ленина и золотой медали «Серп и Молот».
Активно участвовал в общественной жизни Азербайджана. Член КПСС. Многократно избирался в сельский совет, делегат съездов КП Азербайджана.
С 1993 года проживал в городе Хырдалан Апшеронского района.
Скончался в 1994 году в городе Хырдалан.